# Echinococcus granulosus
Echinococcus granulosus или кучешка тения е космополитен паразитен плосък червей от клас Cestoda (тении).
Крайните гостоприемници са хищници от семейство Месоядни (куче, вълк, чакал и др.), като в чревната им лигавица паразитира възрастния индивид. Междинни гостоприемници са различни копитни бозайници – в техните вътрешни органи се развиват ларвите. Човекът също може да бъде междинен гостоприемник, причинява ехинококоза (кучешка тения).

## Морфология

### Морфология на възрастен паразит
Възрастната кучешка тения е дребна – с дължина около 0,5 см. Сколексът (главата) притежава ростелум с двоен ред кукички. Броят на кукичките варира от 35 до 38, рядко до 50. Стробилата се състои от 3 – 4 членчета като последното е зряло, 3-то хермафродитно и 1 и 2 са виргилни. Дължината на зрялото членче обикновено надвишава дължината на останалата част от стробилата.
В хермафродитното членче е оформено полово хълмче, в което се отварят половите отвърстия. Обикновено се намира в средата. Влагалището има вид на тънък канал. В задната част на членчето се намират множество семенници. Зад яйчника лежи вителинна жлеза. В зрялото членче остава само матката.

### Морфология на ларва
Ларвната форма паразитира при почти всички млекопитаещи, включително и кучето, което е и краен гостоприемник.

## Болестотворност
Яйцата се отделят навън с изпражненията на крайния гостоприемник. Ако яйцата бъдат погълнати от подходящ междинен гостоприемник (напр. човек), те се излюпват в червата му. Онкосферите (първи ларвен стадий) пробиват чревната стена и достигат вътешните органи през кръвта и лимфата. Повечето онкосфери спират в черния или белия дроб, а малка част проникват в бъбреците, мозъка, костите и др.
След като се настани в органа, онкосферата се превръща в т.нар. хидатиден мехур (втори ларвен стадий). Отначало представлява просто мехур, пълен с течност и има известна прилика с цистицеркусите на други тении, но е значително по-голям и по-сложен. Докато увеличава размерите си, вътрешният (зародишен) слой на обвивката му се пъпкува навътре. Образуват т.нар. протосколекси – малки израстъци всеки от които носи сколекс вгънат навътре. Така се получават малки мехурчета (капсули). 
Диаметърът на хидатидния мехур постепенно расте, понякога бавно, но често с 1 до 5 см на година. В дълго живеещ гостоприемник като човека мехурът може да достигне диаметър над 20 см и обем няколко литра. Продължителността му на живот не е известна с точност. Мехури те в стари пациенти обикновено са мъртви. Ако някакъв механичен натиск спука мехура, отделни протосколекси и късчета от зародишния слой могат да дадат начало на нови хидатидни мехури.
Хидатидният мехур притиска околните тъкани и по този начин ги уврежда. Симптомите зависят о т местоположението и размерите на мехура. Евентуалното му спукване в тъканите на човека често причинява алергичен шок, понеже освобождава голямо количество чуждовидови антигени. Ако по това време мехурът е още жив, могат да се образуват и нови мехури. За това хирургичното лечение трябва да се провежда много внимателно.